# دایلاق‌لی
دایلاق‌لی (به لاتین: Daylaqlı، تا ۱ مارس ۲۰۰۳ عزیزبیگوف Əzızbəyov، به ارمنی: دالارینک Դալարինք) یک منطقه مسکونی در جمهوری آذربایجان است که در شهرستان شاهبوز واقع شده‌است. دایلاق‌لی ۳۹۱ نفر جمعیت دارد.